# Tom Velisek
Tom Velisek (* 15. Januar 1981 in Nelson) ist ein ehemaliger kanadischer Snowboarder. Er startete in der Disziplin Snowboardcross.

## Werdegang
Velisek nahm im Dezember 2001 in Whistler erstmals am Snowboard-Weltcup der FIS teil, wobei er den 26. Platz errang. In der Saison 2001/02 gewann er mit zwei ersten Plätzen die Snowboardcross-Wertung des Nor-Am-Cups. In der folgenden Saison erreichte er in Berchtesgaden mit dem dritten Platz seine erste Podestplatzierung im Weltcup und zum Saisonende den 12. Platz im Snowboardcross-Weltcup. Beim Saisonhöhepunkt, den Snowboard-Weltmeisterschaften 2003 am Kreischberg, belegte er den 38. Platz im Big Air. Nach Platz 33 in Whistler zu Beginn der Saison 2003/04, holte er in Bad Gastein seinen einzigen Weltcupsieg. Es folgten zwei weitere Top-Zehn-Platzierungen und zum Saisonende der sechste Platz im Snowboardcross-Weltcup. Zudem wurde er kanadischer Meister und Zweiter in der Snowboardcross-Wertung des Nor-Am-Cups. In der Saison 2004/05 kam er dreimal unter die ersten zehn und errang damit den 13. Platz im Snowboardcross-Weltcup. Außerdem siegte er zweimal im Nor-Am-Cup und gewann damit die Snowboardcross-Wertung des Nor-Am-Cups. Bei den Snowboard-Weltmeisterschaften 2005 in Whistler wurde er Sechster. In der Saison 2005/06 erreichte er drei Platzierungen unter den ersten zehn, darunter Platz drei in Bad Gastein den 11. Platz im Snowboardcross-Weltcup. Bei seiner einzigen Teilnahme an Olympischen Winterspielen im Februar 2006 in Turin kam er auf den 23. Platz.
Auch im folgenden Jahr belegte Velisek bei den Weltmeisterschaften in Arosa diese Platzierung. Zudem gewann er zum dritten Mal die Snowboardcross-Wertung des Nor-Am-Cups. Zu Beginn der Saison 2007/08 errang er in Valle Nevado die Plätze 11 und sechs. Im weiteren Saisonverlauf kam er in Lake Placid auf den dritten Platz und beendete die Saison auf dem 12. Platz im Snowboardcross-Weltcup. In der Saison 2008/09 belegte er den 16. Platz im Snowboardcross-Weltcup und bei den Snowboard-Weltmeisterschaften 2009 in Gangwon den vierten Platz. Nachdem er in der Saison 2009/10 im Weltcup ausschließlich Platzierungen außerhalb der ersten zehn errungen hatte, kam er zu Beginn der Saison 2010/11 mit dem zweiten Platz in Lech am Arlberg letztmals im Weltcup aufs Podium. Im weiteren Saisonverlauf belegte er bei den Snowboard-Weltmeisterschaften 2011 in La Molina den 31. Platz und absolvierte in Arosa seinen 65. und damit letzten Weltcup, welchen er auf dem 28. Platz beendete. Zum Saisonende errang er den 15. Platz im Snowboardcross-Weltcup.

## Teilnahmen an Weltmeisterschaften und Olympischen Winterspielen

### Olympische Winterspiele
- 2006 Turin: 23. Platz Snowboardcross

### Snowboard-Weltmeisterschaften
- 2003 Kreischberg: 38. Platz Big Air
- 2005 Whistler: 6. Platz Snowboardcross
- 2007 Arosa: 23. Platz Snowboardcross
- 2009 Gangwon: 4. Platz Snowboardcross
- 2011 La Molina: 31. Platz Snowboardcross

## Platzierungen im Weltcup

### Weltcupsiege
| Nr. | Datum          | Ort         |
| --- | -------------- | ----------- |
| 1.  | 5. Januar 2004 | Bad Gastein |

### Weltcup-Gesamtplatzierungen
| Saison  | Gesamt | Gesamt | Snowboardcross | Snowboardcross |
| Saison  | Punkte | Platz  | Punkte         | Platz          |
| ------- | ------ | ------ | -------------- | -------------- |
| 2001/02 | –      | –      | 50             | 74.            |
| 2002/03 | –      | –      | 1210           | 12.            |
| 2003/04 | –      | –      | 2674           | 6.             |
| 2004/05 | –      | –      | 1589           | 13.            |
| 2005/06 | 1699   | 45.    | 1699           | 11.            |
| 2006/07 | 528    | 107.   | 528            | 21.            |
| 2007/08 | 1940   | 43.    | 1940           | 12.            |
| 2008/09 | 1450   | 51.    | 1450           | 16.            |
| 2009/10 | 830    | 90.    | 830            | 25.            |
| 2010/11 | –      | –      | 1310           | 15.            |